# Dicranota (Rhaphidolabis) festa
Dicranota (Rhaphidolabis) festa is een tweevleugelige uit de familie Pediciidae. De soort komt voor in het Oriëntaals gebied.